# ラスタとんねるず'94
『ラスタとんねるず'94』（ラスタとんねるず きゅうじゅうよん）は、1994年4月から同年9月までフジテレビ系列で放送されていたバラエティ番組である。ステレオ放送。

## 番組概要
とんねるずがメインキャストの『とんねるずのみなさんのおかげです』のネタ充実化のためのインターバル（充電）期間を利用して『おかげです』のスタッフは一切起用しないという体裁で放送された。よって『おかげです』から『おかげでした』初期までのコント・音楽企画が主流だった『みなさん』とは大幅にカラーが違う番組になっている。しかし実情は1993年12月30日に放送した『おかげです』の宜保タカ子企画（宜保愛子のパロディ）のロケで、富士山麓の天然記念物生息地を爆薬などで荒らし、撮影セットのゴミを廃棄したことが問題となったがためにスタッフが処分され、番組放送の半年間自粛が決定したというのが真相である。すなわち、この番組はそれ自体が「つなぎ企画」であり、『おかげです』とはほとんどのスタッフが入れ替わっている。
ロンドンロケでは人気グループ・ブラーがゲストとして"Girls & Boys"をパブで演奏するシーンが放送されている。
石橋貴明が後に語ったところによれば、『みなさん』と本番組は「『水戸黄門』と『大岡越前』の関係のように、2クール（半年）交代でオンエアすることを目指していた」という。1994年当時、フジテレビでは深夜帯のJOCX-TV2枠から人気番組が多く輩出されており、当時同枠の統括プロデューサー的存在だった金光修をたまたま紹介してもらった際に「（当時のフジの）深夜でやっていることをゴールデンでやりたい」と相談を持ちかけ、出来上がったのが本番組だったと語っている。
1994年3月29日に放送された『1994 FNS番組対抗!なるほど!ザ・春の祭典スペシャル』では仮題として「T企画」として紹介され、系列局のテレビ熊本の番組表では当番組の放送枠は「カレンダーガール」として書かれた。
平均視聴率は18.6%と悪くなく、最高視聴率は1994年4月14日（第1回）と5月12日放送の2回で22.3%を記録した（関東地区・世帯・リアルタイム、ビデオリサーチ調べ）。

## コーナー

### SPITTING IMAGE JAPAN
ブラックジョーク色の強い時事風刺人形劇コント。イギリスで人気を博したブラックコメディ番組『スピッティング・イメージ』(Spitting Image)の日本版。主に放送当時活躍していた政治家や有名人の人形が著名テレビ番組のパロディに出演するという設定である。
本家との相違点として、一部人間が出演している点があり、また出演しているとんねるずの二人は所謂狂言回し的な役どころである。
初期のコントのオチは決まって当時のアメリカ大統領ビル・クリントン人形が「かくぼたん」を押して爆発すると言うものだったが、日本の首相が村山富市に代わってからは村山人形が体調を崩して救急車が出動するオチが主流になった。
1体の人形を制作するのに100万円は掛かったという。また、半年の放送期間中に首相が2度も交代し、人形制作を依頼した会社は大わらわだったという。羽田人形は本人が首相退任後に対面を果たしている。
因みにエンディングでは石橋が洋楽のヒットナンバーに乗せて時事ネタをもじった替え歌を披露しており、この時は人形達がコーラス・演奏に回っていた。この時のバンド名は『総理ング・ストーンズ』（初期は中点つきだったが後になくなった）であった（ローリング・ストーンズのパロディ）。
登場人形
- 細川モリヒロ - 番組開始の時点で総理を辞任しており、その理由が描かれた。殿様言葉をよく使っており、カヨコからは「殿」と呼ばれる。髪はカツラでスキンヘッド。番組後期になるとクイズのリポーターを任される。自らを「細川のモリちゃんでーす!」と呼ぶ。「ねるとん紅鮭団」では妻帯者にもかかわらず、ねるとんパーティーに参加しており、カヨコに謝罪している。声は初回のみ木梨、それ以降はきたろうが充てた。
- 細川カヨコ - モリヒロの妻。夫と一緒に夫婦漫才を披露したこともあるが、後にモブポジションに。声は清水ミチコ。
- 小沢イチロー - 番組内では「政界を動かす黒幕」とも呼ばれていた。羽田の総理辞任後は野党のコンビで活躍。声は松尾貴史→きたろう。「どんな総理も」の歌唱のみ石橋。
- ビル・クリントン - アメリカ大統領。常に国旗の旗を手に持っている。ボタンを見るとなぜか押してしまいたくなる癖がある。声は金谷ヒデユキ。村山の登場後はモブポジションに。
- 羽田ツトム - 本人の総理就任を受け、急遽登場した。天然でマイペースののんびり屋。すぐ小沢をあてにする。総理退任後は野党側に。声は松尾貴史→松澤仁晶。
- 村山トミイチ - やはり本人の総理就任を受け、急遽登場した。眉毛が長いことを他の政治家から突っ込まれる。「24.5時間テレビ」ではランナーとして走らされた。声は斉木しげる。
- 河野ヨウヘイ - 村山と時を同じくして登場した。村山との連立コンビだがあまり目立たない。声は金谷ヒデユキ。
- 森高チサト - 「気分爽快」の歌唱で登場したものの、人形が後に総理ング・ストーンズの外人風コーラスの人形に転用されたため登場していない。声は清水ミチコ。
- 関口ヒロシ - ほとんどモブキャラに甘んじてるが、「知っとるもり」では司会を担当。「涙は番組の宝」が信条。声は松尾貴史。
- 槙原ノリユキ - よく小言を言う。羽田人形共々知能の低さをうかがわせる言動が多い。声は清水ミチコ→金谷ヒデユキ。
- マイケル・ジャクソン -
- アーノルド・シュワルツェネッガー - 「ラスタアカデミー賞」では「ラスト・アクション・ヒーロー」でノミネート。「バー！」が口癖。
- シルベスター・スタローン - 「ラスタアカデミー賞」では「クリフハンガー」でノミネート。

コント一覧
- ラスタニュース - 総理の動向などをキャスターの石橋が伝える。
- 漫才 - タカ、ノリとその時期の総理人形によるトリオ漫才。
- 激論!!日本の米問題を考える - 討論会コント。このコントの収録後に本物の細川総理が辞任したことを受け、冒頭でその旨をネタにした人形劇が製作された。
- クイズクリントンに挑戦!! -
- クイズさわって答えろ - 槙原人形・小沢人形・クリントン人形が用意された箱の中に入ってる物を手探りで当てる。2つ正解すると世界百周旅行がプレゼントされるのだが・・・
- ラスタテレビショッピング - 「小沢印の脳ミソ」を紹介。
- 1億円クイズハンター - 柳生博に扮した木梨が司会。1回目は羽田・槙原の日本チームとクリントン・シュワルツネッガーのアメリカチームの対抗戦。2回目は村山・河野の自社連立チームと羽田・小沢の野党チームの対抗戦。
- クイズドレミファ首領(ドン) - 日米の「ドン＝首脳」が解答者となってイントロクイズに挑むのだが・・・
- ザ・ラスタアカデミー賞 - 映画「メジャーリーグ2」の主演俳優・チャーリー・シーンが特別出演。
- なるへそ!ザ・ワールド - 「1億円クイズハンター」とやや同じ構成。
- 知っとるつもり?! - 自称:泣かせ名人の関口人形が司会。他のコメンテーターが号泣する中で、全然泣かない槙原人形を強引に泣かせた。
- 笑ってええとも! - 「テレフォンショッキング」に細川人形からの紹介を受けて羽田人形が出演。翌日のゲストとして小沢人形に電話で交渉するが…
- 女性飛行士 宇宙へのカウントダウン - 当時日本人初の女性宇宙飛行士として話題だった向井千秋の乗るスペースシャトルの打ち上げの特番をネタにした。
- ごきげんよろしゅう - このコントで村山人形が初登場。
- 夕食ばんばんざい - ゲストの村山人形が水と油を混ぜた「村山流ゼリー」を作っていく。司会の結城貢は石橋が演じた。
- クイズ!お年の差なんて - 小沢人形・羽田人形・槙原人形で構成されたヤングチームに対して、たった一人で挑むアダルトチームの村山人形。細川人形の出題による問題に答えようとするが…
- 24.5時間テレビ 「金は地球を救う」 - 徳光ノリオ(木梨)司会のもと、人形キャラが総出演。募金額5億円が目標だったが集まった募金総額はたった24015円で、出演者の小沢人形がポケットマネーで5億円を出して500024015円となり無理矢理5億円を達成したが、募金総額から出演タレントのギャラを引くとたったの4015円になってしまったというオチ。小沢人形の5億はまだしも募金で集まった中の2万円までギャラに回したことになる。誤解を危惧してか放送終了後、日本テレビ側から抗議があり、後日劇中で謝罪する騒ぎとなった。日本テレビ側の抗議文には「募金は全て寄付をし、出演者のギャラは番組制作費から支払っている」と言う回答があった。そのフジテレビ側の意地もあったのか最終回で、村山人形が本家における日本テレビ側の製作姿勢を評価した上で「ま、悪かった。スマン」と横柄な詫びを入れるに留まっている[3]。
- ねるとん紅鮭団 - 細川人形・羽田人形・小沢人形・村山人形がねるとん風パーティーに参加。リポーター側の出演は木梨のみ。紹介では「彼女イナイ歴」の代わりに「総理のイスに座ってない歴」と表記された。

楽曲一覧
- 気分爽快 - （第1回のED。細川総理の辞任をテーマにした替え歌）- 出演：森高人形・細川人形・小沢人形・槙原人形・関口人形・細川夫人人形・クリントン人形・マイケル人形・アーノルド人形・シルベスター人形
- どんな総理も。 - （第2回のED。「どんなときも。」のパロディ）- 出演：小沢人形・槙原人形・細川人形・マイケル人形・アーノルド人形
- まぁそーでっしゃろーな! - （「マイ・シャローナ」のパロディ）- 出演：タカ＆総理ング・ストーンズ（小沢人形・羽田人形・細川人形）
- 羽田さんはバカボンパパ - （「ラ・バンバ」のパロディ）出演：ノリ＆総理ゃないぜセニョリータ's（羽田人形・小沢人形・細川人形・アーノルド人形・シルベスター人形）
- やっぱり小沢でナイト - （「サタデー・ナイト」のパロディ）- 出演：たか＆総理ング・ストーンズ（小沢人形・羽田人形・細川人形）
- 眉毛がすげぇ！ - （「YMCA」のパロディ） - 出演：タカ＆総理ングストーンズII（村山人形・羽田人形・細川人形・小沢人形）
- 連立チャンポン政権 - （「伝説のチャンピオン」のパロディ） - 出演：フレディータカ＆総理ングストーンズ（村山人形・羽田人形・細川人形・小沢人形・河野人形）
- まぁええじゃないかと言おう - （「イングリッシュマン・イン・ニューヨーク」のパロディ） - 出演：スティングタカ＆総理ングストーンズ（村山人形Bas・羽田人形・細川人形・小沢人形・河野人形）

など。

### ジャイアント将棋（GIANT SHOWGI）
「貴王」こと石橋貴明九段と「憲王」こと木梨憲武八段が格闘家らを集めて闘うという設定の将棋と格闘技を組み合わせた日本で初めてのスポーツ格闘技ゲーム。出場者には各界（格闘技界、男女プロレス界、プロボクシング界、芸能界）の選手が出場。特にUWF絡みで因縁のあった藤原VS佐山の対決や、レギュラーだったアンディ・フグとスタン・ザ・マンのボクシング対決は当時としては夢のカードだった（この対決は後に1996年9月1日のK-1 REVENGE '96（大阪城ホール）で実際にWMTC世界スーパーヘビー級選手権試合として行われた）。
放送期間中、インテグラルを含め全9局（試合）を行ったが、試合が長い為1週では収まり切れず、3週1局（試合）放送という体裁だった。通算成績は石橋（貴王）の7勝2敗であった。
実況はフリーアナウンサーの梶原しげるが務めた。

#### ルール
- 盤は5×6のマスに区切られ、貴王(黒)・憲王(白)はそれぞれ6つの駒（王自身の駒を含む）を持つ（インテグラルでは8つ）。
- 駒には「プロレスラー」、「格闘家」、「芸人」などのように肩書が書かれている。肩書と出場者は対応している。出場者は後ろに将棋の駒型の電飾をバックに座っている。
  - 第2局からは、覆面姿の芸能人駒「謎」を追加。「謎」は敗退時に自ら覆面を剥いで、正体を現した。その際、観客席から「剥がせ！」コールが巻き起こる。呼称は貴王側は「ミスターサイボーグ」、憲王側は「ミスタークエスチョン」である。
  - 更に第3局からは、初めから盤上に並べられている6駒に、盤外から直接相手の駒にアタック（後述）ができる「影」駒も追加。「影」駒が勝利した場合、以降は通常の駒同様、盤上を移動しながらバトルを仕掛けることができる。
- それぞれの駒を自陣に配置し、対局が開始される。1回の手番につき、駒を1つだけ動かすことができる。駒の動きは将棋の玉将に同じ（裸玉の場合は例外的に遠距離からのアタックが出来た）。
  - どちらかの駒が相手の駒と同じマスに重なることで（これを「アタック」と呼んだ）、該当する駒の出場者同士でバトルが開始される。高い位置に備え付けられている出場者の席が自動的に地上へ落ちる。競技種目はルーレット抽選で決定。ルーレットを止めるのは、バトルを仕掛けた（駒を重ねた）側の王。
  - バトルの結果、負けた駒は盤から外される。その際電飾も消される。なお、本来の将棋とは異なり、外した相手駒を自分の戦力に加えることはできない。
- 以上を繰り返し、王（貴王・憲王）がバトルに負けて盤から取り除かれた方の負けとなる。
- 第6局からは、「タッグマッチ戦」も可能になった。通常は当事者同士の1対1であるが、駒を裏返してアタックすることにより、2対2のタッグマッチとなる。タッグマッチのパートナーは、王自身及び味方の選手全員から1人を選ぶ（既に負けた駒の選手もパートナーに指名できる）。
- 勝った方の王将は名人の称号を得る。

#### 競技種目・ルール
スモウ
- 相手を土俵外に落とすか、ギブアップさせれば勝利。
- 本来の相撲と違い、土俵の上で手が着いたり、倒れたりしても良く、絞め技等も認められていたため、レスリングに近い内容であった。但し張り手以外の打撃は反則。
- 制限時間無制限。

ウンテイ
- 唯一の空中戦。
- 高さ4m70cmの巨大な格子状の雲梯を渡って、相手または相手の陣地にあるボールを落とせば勝利。
- 制限時間無制限。

ボクシング
- 6m四方のリングを使用し、ロープは4本（インテグラルのみロープの代わりに柵）。
- 制限時間3分間。通常1ラウンド+延長1ラウンドの最大2ラウンド制。
- 選手は特製の大きなグラブ・ヘッドギア・ベルトを装着。
- 相手のヘッドギア（額・左右の頬）とベルト中央（みぞおち）にあるカプセル4個を全て割るか、3分過ぎた時点で割った数の多いほうが勝利（前者の場合はどちらかが4個全てを割った時点で試合終了となる）。
- 割った数が同数もしくは両者ノーポイントの場合は延長ラウンドに入る。延長ラウンドでは額1ヶ所のみにカプセルを着け、先に相手の額のカプセルを割った方が勝利のサドンデス式となり、3分以内にどちらかが割れた時点で試合終了となる（当初はより多く割った方の勝利であったが、後に変更された）。
- 延長ラウンドでも決着が着かない場合は、別の競技で決着を着ける。この場合、競技種目の決定権はレフェリー（島田裕二）にある。2ラウンド引き分けになった試合は次の通り。
  - 渡辺二郎対輪島功一戦（第5局）：2ラウンド引き分けとなり、後述のドロ綱引きで決着を決めた（勝者は輪島）。
  - 渡辺二郎対マイケル・トンプソン戦（インテグラル）：ここでも2ラウンド引き分けとなり、ウンテイで決着させた（勝者はM・トンプソン）。
- 通常のボクシングとは違い、バックハンドブローは許可されているが、肘打ち、頭突きなどは反則となる。

キックボクシング
- 通常ラインナップにはないが、アンディ・フグ対角田信朗戦（第4局）にて、両者の申し合わせにより、K-1に近いキックボクシングスタイルで試合が行われた。
- これ以降、サム・グレコ対後川聡之戦（最終局）など、蹴り技を得意とする格闘家同士の試合を中心に、このキックボクシングで行われた試合がある。
- 制限時間・カプセルの個数などといった基本ルールはボクシングと変更はないが、キック・膝蹴りも可能となる他、ノックダウンも考慮し、ダウン時の10カウント制も追加される。

ドロレス
- 泥のプール上でレスリング。
- 制限時間5分間。
- 相手の両肩を1秒間地面に付ける（フォール）か、相手のギブアップで勝利。

ドロ綱引き
- 両者の間に泥プールがある状態で綱引き。
- 相手を泥の中に引きずり落とせば勝利。

ドロバレー
- 第1局のみ行われた。
- 泥プール上で5球ずつレシーブし、より多くレシーブに成功した方の勝利。
- 決着が付かない場合は、3球ずつの延長サドンデス。

ドロハンド
- 泥プール上で、ペナルティシュート式のハンドボール。
- 一人が泥の中でキーパーとなり、相手は泥プールの外からボールを投げてシュート。
- 各自連続5投して、より多く入れた方の勝利。両者が5投ずつ終えても決着が付かない場合は、1投ずつ延長サドンデス。
- 投げる際に泥に落ちた場合は例えゴールに入ったとしても無効となる。

剣道
- 第6局から登場した剣道形式のゲーム。
- 制限時間3分間。
- 第6局は、ボクシングと同様に防具の4ヶ所にカプセルが付けられ（面1個、小手2個、胴1個）、先に相手のカプセルを全て割るか、3分過ぎた時点で割った数が多い方が勝利。
- 第7局からは、先に相手の面に1個のみ付けられたカプセルを割れば勝利。

高飛び降り
- 駒プレイヤーが待機する椅子の脇から、飛び込み台（高さ4m）が登場。そこから各自、走り幅跳びの要領で飛び降り、より遠くへ飛んだ方の勝利。

バトルオブロデオ
- いわゆるポカポカドボン。
- 丸い筒状のものに両者が跨り、そこで両者がスティックで相手を叩き、泥の中に落とせば勝利。

バスケットボール
- フリースロー対決。
- 各自5投して、より多く入れた方の勝利。
- 5投しても決着が付かない場合は、延長サドンデス。

#### 戦績
第1局=勝者：貴王
ウンテイで渡辺二郎に敗れた憲王が再戦を提案、それに対し渡辺の提案で直接対決が実現。3回戦の末、2勝1敗で1勝利。
力士駒は第1局のみだった。
第2局=勝者：貴王
この局で初めて謎のファイターが初登場する。
ドロレスで豊田真奈美がキャメルクラッチで憲王を苦しめ、勝利。
第3局=勝者：貴王
女子レスラー枠が井上貴子、豊田真奈美の代役でアジャ・コング、井上京子が登場。
ボクシングで、再び貴王と憲王が直接対決。2人は、「デビュー当時ネタの件で喧嘩した時以来」の殴り合いを繰り広げ、第3ラウンドで貴王が憲王をKOし勝利。
第4局=勝者：貴王
アンディ·フグ初登場。
女子レスラー枠が井上貴子、豊田真奈美の代役でキューティー鈴木、尾崎魔弓が登場。
ドロ綱引きで、アンディ・フグが憲王を泥に沈め、圧勝。
第5局=勝者：貴王
この局では謎のファイターはいない代わりに、第4局で登場したキューティー鈴木、尾崎魔弓に加え、前局で欠席した井上貴子、豊田真奈美も出場し女子レスラー駒が2枠体制となる。
藤原喜明が憲王側に初めて就く。
スモウで、再び豊田真奈美と憲王が対決、豊田にリベンジを果たせず。
第6局=勝者：貴王
貴王サイドは渡辺二郎が体調不良で、アンディ・フグが欠場するが、ボクシングインターハイ優勝キャリアを引っさげて芸人枠で和泉修初登場。
畑中清詞とボクシング対決で見事に勝利し渡辺二郎不在の貴王サイドの勝利に貢献する。
三度、豊田真奈美と憲王が激突。高飛び降りでようやく憲王が豊田を下すも、スペル・デルフィンとのドロハンド対決では、同じペナルティシュートでもサッカーとの勝手の違いに苦しみ、結局はデルフィンに敗れた。
第7局=勝者：憲王（2週1局）
バトルオブロデオで濱口優と貴王が対決、濱口がスキをついて貴王を泥に沈める。貴王の抗議で延長戦に突入するが、貴王側の松永幹夫と憲王側の田中勝春の騎手対決は、田中が松永を泥に沈め、ついに憲王が初勝利を飾り、名人位の称号を奪った。憲王はこの局でも劣勢だった（最終的に残った駒数も、貴王側が5つ、憲王側が2つ）が、貴王が自らの駒を濱口の駒の前に移動したのを見て、最後の賭けに濱口を送り込んでの勝利だった（負けた貴王は悔しさの余り「番組のことを考えたから負けてしまったんだからな」と愚痴をこぼした）。しかし不意をついた逆転勝利のために、貴王側格闘家金泰泳 (格闘家)や女子プロレスラー豊田真奈美ら、および憲王側影駒ライオネス飛鳥はバトルに参加せずに終わった（飛鳥は後に最終局インテグラルで格闘女王として再登場）。なお、負けた貴王はお詫びとして覆面を取っていなかったMr.サイボーグの正体を明かした。
第8局（最終局）=勝者：貴王
サム・グレコとの高飛び降り対決で憲王が負け、貴王の勝利。貴王が永久名人の称号を得る。
緊急企画 = ジャイアントアップダウンクイズ=勝者：貴王チーム
番組全体の歴史をクイズ形式で紹介。司会は高田純次と松尾貴史。貴王・憲王はそれぞれ各コーナーの出演者の混成チームで、1対1の対抗戦、筆記戦、早押し戦の3形式。対抗戦で負けるか、不正解の場合、×マークが1つ付き、2つ付くとフリーフォールとなりバトルフィールドに送り込まれ、バトルロイヤルを行って最後まで生き残れば復活できる。最終的に残った人数が多い方の勝利。負けたチームは、落下すると泥まみれになるウンテイに挑戦させる罰ゲームがあった。これは第7局が2週1局で終わり更には最終局が3週1局と1週早く消化したために、緊急企画として放送された。
インテグラル（実質的な最終局）=勝者：憲王
前8局とは逆に、憲王が貴王を追い詰める展開に。憲王は、よゐこ濱口と輪島功一を除く全ての駒を残して貴王の駒を全滅させ、貴王への包囲網を敷く。貴王は最後に粘りを見せて憲王の駒を4人連続で撃破するものの、最後に残った格闘王スタン・ザ・マンに相撲で投げ飛ばされ敗北。憲王がインテグラルキングの称号を得る。なお、この局の将棋盤のみ電飾となり、貴王側駒の下は水色、憲王側駒の下は桃色の電飾が光っていた。

### 他のコーナー
フジYOUNG
「もしとんねるずが中学生時代にテレビで見ていた歌番組の司会をしたら?」というコンセプトで生まれた企画。タイトルは1970年代に石田弘が演出を担当していた『リブ・ヤング!』のオマージュ。コーナー内コーナーで「デザイナー誕生」「NOWレポート」がある。とんねるずと島崎和歌子が司会を務め、オープニングでは水色のポンポンを持ったスクールメイツがダンスを披露した。ゲストとして往年の新人アイドル歌手（伊藤つかさ、畑中葉子など）やシルビア・クリステル、「デザイナー誕生」審査員のタレント（財前直見、水野美紀、村上淳など）も出演した。ちなみにコーナー内でのフジテレビのロゴは、1970年代当時の8マーク時代のロゴを使用している。最終回のとき、「TVぴあ」のスタッフが「ラスタ」の放送継続を求める署名を司会に提出した。初回は「デザイナー誕生」に入る寸前「途中ですがここでニュースをお伝えします」という1970年代風のテロップの後にラスタニュースに入りそのままEDに入り翌週にちゃんと「デザイナー誕生」から続きで放送された。
ICEMAN SHOW
海外の既成テレビ番組の映像と、とんねるずの出ている新規撮影の映像を組み合わせて適当な翻訳を繰り広げるコーナー。
データカジノ
事前に視聴者から募集したテーマへの投票を集計し、キザな紳士風の"バロン石橋"と、初老のフーテンみたいなみてくれの"大穴のタケ"という二人の予想屋が上位に入ってるものを予想し、最も上位にきているものを予想した方が勝ちとなる。また1位を予想した視聴者の中から、二人の予想屋が指定した条件に沿った人にだけ、賞金20万円を山分けしてプレゼントした。初回は萩原流行がディーラー役だったが、2回目と3回目は梶原しげる（ディーラー）と大桃美代子（アシスタント）が進行役を務めた。
○○大作戦!
ニューヨーク・マレーシア・シンガポールの町で2人が現地の人たちに混じりながら生活する。
rice TV in Hawaii
「アジアの人達は一体何をしゃべっているのだろうか?」をテーマにした、ハワイの日系人向け番組風のクイズコーナー。
トニーとタニー
とある国のオリビアニュートン州にあるザナドゥタウン。かつて平和と博愛で溢れていたこの街に引っ越して来た双子の兄妹・トニー（石橋）とタニー（木梨）が織りなす騒動を描くスラップスティックコント。背景の街などは全部コンピューターグラフィックスで製作され、トニーとタニーも顔以外はすべてコンピューターグラフィックスで表現されている。
オールザットギャグ
往年の芸人・喜劇俳優のギャグをコントを通じて徹底検証するコーナー。このコーナーでのとんねるずは高齢のベテランという設定。きたろうが進行役、内田有紀・田村英里子・ともさかりえが交代でアシスタントを務め、前田吟などの俳優がコント出演した。ナレーターはうつみ宮土理が担当した。
DOROBOUゲーム
出演者が番組が用意した邸宅に入り、持ってきたお宝を鑑定してもらい、価値の総額を競う。出演者は全員ルパン三世のコスプレをしていた。たった1回で打ち切り。
ワイルドブンブン
「ワイルド7」のパロディ。隊長の小野マモル（木梨）以下、大門誠（中村浩二）、一条猛（宮内洋）、堀大介（杉本浩司）、伊達隼人（三ツ木清隆）、浅倉健（伊方勝）、ボビー奥山（団時朗）の以上7人からなる「ワイルドブンブン」が、オートバイ風の自転車に乗りながら街の奉仕活動に勤しむ。メンバー全員「ブンブン」しかセリフを言わない。毎回ラストでは隊員募集の告知があったものの、わずか2回で打ち切られた。
BROTHER SUN SISTER MOON（「彼の太陽、彼女の月」）
東京・ロンドン・パリのオールロケで製作されたドラマ。全3回。パリのフランス料理店の副料理長タカとロンドン在住のミュージシャンノリ、タカの妹でノリの恋人さと子の3人が織りなす人間模様。共演者の多くは現地の人を起用している。さと子役には当時山口の高校に通っていた斉藤まりあ（後に日本テレビアナウンサー）が演じた。ゲストにはコシノジュンコ、藤井尚之などが登場した。

## ジャイアント将棋・駒プレーヤー
●…貴王方、○…憲王方

### レスラー
- 藤原喜明●（第1,2局）→○（第5,7局,インテグラル）
- 佐山聡○（第1-4局…駒名「シューター」）
- 橋本真也●（第3局）
- ザ・グレート・サスケ○（第6局）→●（インテグラル）
- スペル・デルフィン●（第6局）

### 女子レスラー
- 豊田真奈美●（第1,2,5-8局,インテグラル）
- 井上貴子○（第1,2,5-8局,インテグラル）
- 井上京子●（第3局）
- アジャ・コング○（第3局）
- キューティー鈴木●（第4,5局）
- 尾崎魔弓○（第4,5局）

### 力士
- 板井圭介●（第1,8局…第8局では影）
- 大富士○（第1局）

### 格闘家
- アンディ・フグ●（第4,5局,インテグラル…インテグラルでは格闘王）
- 金泰泳 (格闘家)●（第7局）
- サム・グレコ●（第8局）
- 北尾光司○（第8局…駒名「武道家」）
- ジェラルド・ゴルドー●（インテグラル）
- マイケル・トンプソン○（インテグラル）

### ボクサー
- 渡辺二郎●（第6局以外全て）
- 渡嘉敷勝男○（第1局）
- 柴田国明○（第2局）
- 井岡弘樹○（第3局）
- 六車卓也○（第4局）
- 輪島功一○（第5局,インテグラル）
- レパード玉熊●（第6局）
- 畑中清詞○（第6局）
- 薬師寺保栄○（第8局）

### 芸人
- 吉田ヒロ●（第1,2局）
- 濱口優（よゐこ）○（第6局以外全て）

※相方の有野晋哉が参戦する回もあった…第3局井上京子戦（濱口から交代）、インテグラル神取忍戦（コンビで）
- 佐藤望（デンジャラス）●（第3局）
- ラッシャー板前●（第4,8局）
- 島木譲二●（第5局）
- 北野誠○（第6局）
- 和泉修●（第6,7局,インテグラル）

### 謎
電飾の模様はレスラーに？マーク（貴王側は赤、憲王側は青）がついている。
●…Mr.サイボーグ、○…Mr.クエスチョン
- 井手らっきょ●（第2局）
- 池谷幸雄○（第2,7局）
- 大澄賢也●（第3局）
- チャック・ウィルソン○（第3局）
- 西山浩司○（第4局）
- 羽賀研二●（第4局）
- ラッキィ池田●（第6局）
- 清水宏次朗○（第6局）
- 亜仁丸レスリー●（第7局）
- 見栄晴●（第8局）
- デビット伊東○（第8局）

### 影
- リトル・フランキー●（第3局…グレート・リトルムタとして）
- ウガンダ・トラ○（第3局…アブドーラ・ザ・ブタッチャーとして）
- キラー・カーン●（第4局）
- 角田信朗○（第4局）
- 石川雄規●（第5局）
- 力王○（第5局）
- 南方英二（チャンバラトリオ）（第6局）○
- 紅夜叉●（第7局）
- ライオネス飛鳥○（第7局,インテグラル…インテグラルでは格闘女王）
- 後川聡之○（第8局）

### 騎手
- 田中勝春●（第7局）
- 松永幹夫○（第7局）

### 格闘王
電飾の模様は格闘家と同じ。
- スタン・ザ・マン○（インテグラル）

### 格闘女王
電飾の模様は女子レスラーと同じ。
- 神取忍●（インテグラル）

### 実況他
- 実況：梶原しげる
- 解説：関根勤（インテグラル）
- レフェリー・ルールディレクター：島田裕二
- リングアナウンサー：古田信幸（第8局）
- 憲王側助っ人：田中寅彦（第2局）、弦エニシ（占い師・第3局）、村上薫（軍事評論家・第4局）

## 放送日程
| 放送日  | 放送回数 | 番組メニュー | その他の出演者 | 備考               |
| ------- | -------- | --- | --- | ------------------ |
| 4月14日 | 第1回    | SPITTING IMAGE JAPAN「衝撃!!細川総理辞任会見」～「激論!!日本の米問題を考える」／GIANT SHOWGI「第一局」①／ニューヨーク大作戦!「タクシードライバーのアルバイト」(石橋)／フジYOUNG／SPITTING IMAGE JAPAN「RASTA NEWS」～「気分爽快」／データカジノ募集告知 | 松本ちえこ、松雪泰子、シルビア・クリステル、西山喜久恵                                                                         |                    |
| 4月21日 | 第2回    | TODAY'S DIGEST／GIANT SHOWGI「第一局」➁／ICEMAN SHOW／ニューヨーク大作戦!「カーウォッシュマンのアルバイト」(木梨)／フジYOUNGのつづき／データカジノ募集告知／SPITTING IMAGE JAPAN「どんな総理も」／次回予告                                              | 松本ちえこ、松雪泰子、シルビア・クリステル、野口強                                                                             |                    |
| 4月28日 | 第3回    | GIANT SHOWGI「第一局」③／ニューヨーク大作戦!「ドッグトレーナーのアルバイト」(木梨)／フジYOUNG | 三原じゅん子(三原順子名義)、川合千春、野口強                                                                                   |                    |
| 5月5日  | 第4回    | SPITTING IMAGE JAPAN「クイズ クリントンに挑戦!!」／GIANT SHOWGI「第二局」①／ニューヨーク大作戦! | | 羽田ツトム初登場   |
| 5月12日 | 第5回    | GIANT SHOWGI「第二局」➁／Data Casino「ドラマ「とんねるず物語」を制作するとして、石橋貴明役にふさわしいと思うタレントは誰?」／SPITTING IMAGE JAPAN「めおとのさま漫才」～「まぁそーでっしゃろーな!」                                                      | |                    |
| 5月19日 | 第6回    | SPITTING IMAGE JAPAN「クイズさわって答えろ」／GIANT SHOWGI「第二局」③／ICEMAN SHOW／rice TV in Hawaii／SPITTING IMAGE JAPAN「ラスタテレビショッピング」～「羽田さんはバカボンパパ」                                                                     | 高田純次(ハロルド・高田名義)、大桃美代子(大桃ライス美代子名義)、高城剛、瀬戸朝香、パッパラー河合、松島エリース                 |                    |
| 5月26日 | 第7回    | SPITTING IMAGE JAPAN「1億円クイズハンター」／GIANT SHOWGI「第三局」①／トニーとタニー「第一話 ヒッチハイクは、つらいよの巻」／SPITTING IMAGE JAPAN「漫才(タカ、ノリ、ツトム)」～「羽田さんはバカボンパパ」                                               | 中村れい子 |                    |
| 6月2日  | 第8回    | SPITTING IMAGE JAPAN「クイズドレミファ首領」／GIANT SHOWGI「第三局」➁／トニーとタニー「第二話 お掃除大作戦の巻」／フジYOUNG／SPITTING IMAGE JAPAN「羽田さんはバカボンパパ」                                                                             | 中村れい子、畑中葉子、水野美紀、野口強                                                                                         |                    |
| 6月9日  | 第9回    | SPITTING IMAGE JAPAN「ザ・ラスタアカデミー賞」／GIANT SHOWGI「第三局」③／フジYOUNG／SPITTING IMAGE JAPAN「漫才(タカ、ノリ、ツトム)」～「やっぱり小沢でナイト」                                                                                          | 伊藤つかさ、松岡俊介、野口強                                                                                                   |                    |
| 6月16日 | 第10回   | SPITTING IMAGE JAPAN「なるへそ!ザ・ワールド」／GIANT SHOWGIハイライト／ALL THAT GAG／コントできるかな／GIANT SHOWGI「第四局」①／SPITTING IMAGE JAPAN「知っとるつもり?!」～「やっぱり小沢でナイト」／次回予告                                            | 内田有紀、前田吟 |                    |
| 6月23日 | 第11回   | SPITTING IMAGE JAPAN「笑ってええとも!テレフォンショッキング」／GIANT SHOWGI「第四局」➁／シンガポール大作戦!「リアカー」(石橋)／SPITTING IMAGE JAPAN「やっぱり小沢でナイト」                                                                             | |                    |
| 6月30日 | 第12回   | SPITTING IMAGE JAPAN「報道特番 女性宇宙飛行士 宇宙へのカウントダウン」／GIANT SHOWGI「第四局」③／ICEMAN SHOW／マレーシア大作戦!「ファッションモデル」(石橋、木梨)／SPITTING IMAGE JAPAN「RASTA NEWS」～「やっぱり小沢でナイト」                         | |                    |
| 7月7日  | 第13回   | SPITTING IMAGE JAPAN「速報」／GIANT SHOWGI「第五局」①／Data Casino「カラオケに行った時シメとして最後に唄う歌は何か?」 | |                    |
| 7月14日 | 第14回   | SPITTING IMAGE JAPAN「ごきげんよろしゅう」／GIANT SHOWGI「第五局」➁／ALL THAT GAG／SPITTING IMAGE JAPAN「夕食ばんばんざい」～「眉毛がすげぇ!」 | 内田有紀、宮下順子 | 村山トミイチ初登場 |
| 7月21日 | 第15回   | SPITTING IMAGE JAPAN「クイズ!お年の差なんて」／GIANT SHOWGI「第五局」③／憲王 荒行の旅／DOROBOUゲーム／SPITTING IMAGE JAPAN「漫才(ザ・連立政権)」～「眉毛がすげぇ!」                                                                                     | 大桃美代子、島崎和歌子、武内享                                                                                                 |                    |
| 7月28日 | 第16回   | 憲王 荒行の旅 激闘編／GIANT SHOWGI「第六局」①／ワイルドブンブン／Data Casino／SPITTING IMAGE JAPAN「漫才(ザ・連立政権)」～「眉毛がすげぇ!」 | |                    |
| 8月4日  | 第17回   | SPITTING IMAGE JAPAN「RASTA NEWS」／GIANT SHOWGI「第六局」➁／ALL THAT GAG／SPITTING IMAGE JAPAN「連立チャンポン政権」 | ともさかりえ、前田吟 | オープニング変更   |
| 8月11日 | 第18回   | SPITTING IMAGE JAPAN「1億円クイズハンター」／GIANT SHOWGI「第六局」③／ALL THAT GAG／SPITTING IMAGE JAPAN「連立チャンポン政権」 | ともさかりえ、前田吟、尾崎紀世彦                                                                                               |                    |
| 8月18日 | 第19回   | SPITTING IMAGE JAPAN「漫才(ザ・連立政権)」／GIANT SHOWGI「第七局」①／ALL THAT GAG／SPITTING IMAGE JAPAN「連立チャンポン政権」 | 田村英里子、前田吟、岡本信人、粟津號                                                                                           |                    |
| 8月25日 | 第20回   | SPITTING IMAGE JAPAN「24.5時間テレビ 金は地球を救う」／GIANT SHOWGI「第七局」➁／ワイルドブンブン／フジYOUNG／SPITTING IMAGE JAPAN「連立チャンポン政権」                                                                                                 | ジミ・ヘンドリックス、岡崎友紀、財前直見、小山ブラザーズ、野口強、鈴木蘭々、大場久美子                                         |                    |
| 9月1日  | 第21回   | SPITTING IMAGE JAPAN「ねるとん紅鮭団」／貴王 イン パリ／GIANT SHOWGI「最終局」①／シンガポール大作戦!「イラスト販売」(木梨)／BROTHER SUN SISTER MOON「彼の太陽、彼女の月」予告／SPITTING IMAGE JAPAN「まぁええじゃないかと言おう」                       | |                    |
| 9月8日  | 第22回   | SPITTING IMAGE JAPAN「RASTA NEWS」／BROTHER SUN SISTER MOON「彼の太陽、彼女の月」①／GIANT SHOWGI「最終局」➁／SPITTING IMAGE JAPAN「まぁええじゃないかと言おう」                                                                                         | |                    |
| 9月15日 | 第23回   | BROTHER SUN SISTER MOON「彼の太陽、彼女の月」➁／GIANT SHOWGI「最終局」③／ICEMAN SHOW／SPITTING IMAGE JAPAN「まぁええじゃないかと言おう」 | |                    |
| 9月22日 | 第24回   | GIANT UP DOWN QUIZ／BROTHER SUN SISTER MOON「彼の太陽、彼女の月」③ | 高田純次(ハロルド・高田名義)、松尾貴史、渡辺二郎、きたろう、豊田真奈美、大場久美子、藤原喜明、前田吟、島崎和歌子、三原じゅん子 |                    |
| 9月29日 | 第25回   | 総集編スペシャル／第一部・GIANT SHOWGI INTEGRAL／第二部・総集編 | きたろう、前田吟、斎藤まりあ、ヒロ・大坪、シャンゴー・バクー、松本ちえこ、島崎和歌子、水野美紀                                 |                    |

## ネット局
| 放送対象地域   | 放送局             | 系列                                         | 備考   |
| -------------- | ------------------ | -------------------------------------------- | ------ |
| 関東広域圏     | フジテレビ         | フジテレビ系列                               | 制作局 |
| 北海道         | 北海道文化放送     | フジテレビ系列                               |        |
| 青森県         | 青森放送           | 日本テレビ系列                               |        |
| 岩手県         | 岩手めんこいテレビ | フジテレビ系列                               |        |
| 宮城県         | 仙台放送           | フジテレビ系列                               |        |
| 秋田県         | 秋田テレビ         | フジテレビ系列                               |        |
| 福島県         | 福島テレビ         | フジテレビ系列                               |        |
| 山梨県         | テレビ山梨         | TBS系列                                      |        |
| 新潟県         | 新潟総合テレビ     | フジテレビ系列                               |        |
| 長野県         | 長野放送           | フジテレビ系列                               |        |
| 静岡県         | テレビ静岡         | フジテレビ系列                               |        |
| 富山県         | 富山テレビ         | フジテレビ系列                               |        |
| 石川県         | 石川テレビ         | フジテレビ系列                               |        |
| 福井県         | 福井テレビ         | フジテレビ系列                               |        |
| 中京広域圏     | 東海テレビ         | フジテレビ系列                               |        |
| 近畿広域圏     | 関西テレビ         | フジテレビ系列                               |        |
| 島根県・鳥取県 | 山陰中央テレビ     | フジテレビ系列                               |        |
| 広島県         | テレビ新広島       | フジテレビ系列                               |        |
| 山口県         | テレビ山口         | TBS系列                                      |        |
| 岡山県・香川県 | 岡山放送           | フジテレビ系列                               |        |
| 愛媛県         | テレビ愛媛         | フジテレビ系列                               |        |
| 高知県         | 高知放送           | 日本テレビ系列                               |        |
| 福岡県         | テレビ西日本       | フジテレビ系列                               |        |
| 佐賀県         | サガテレビ         | フジテレビ系列                               |        |
| 長崎県         | テレビ長崎         | フジテレビ系列                               |        |
| 熊本県         | テレビ熊本         | フジテレビ系列                               |        |
| 大分県         | テレビ大分         | 日本テレビ系列 フジテレビ系列                |        |
| 宮崎県         | テレビ宮崎         | フジテレビ系列 日本テレビ系列 テレビ朝日系列 |        |
| 鹿児島県       | 鹿児島テレビ       | フジテレビ系列                               |        |
| 沖縄県         | 沖縄テレビ         | フジテレビ系列                               |        |

『みなさんのおかげです』第2期終了時と同じくFNS加盟26局では同時ネットで、青森放送・高知放送（日本テレビ系列）、テレビ山梨・テレビ山口（TBS系列）では時差ネットで放送されていた。（『みなさんのおかげです』第3期開始時のネット局は当番組と同様。）

## スタッフ
- 企画：金光修[5]／石橋貴明、木梨憲武
- ゼネラルプロデューサー：石田弘
- 構成：小山薫堂、海老克哉
- ブレーン：中村直也、川井凡、松尾利彦、松沢呉一、青柳里絵
- 技術：大嶋隆、堀田満之、西尾章
- カメラ：福田紳一郎
- 映像：渋川幸男
- 音声：工藤晃義
- PA：篠原康夫
- 照明：須藤直宏、和田智裕
- 美術制作：石鍋伸一朗
- デザイン：越野幸栄
- 美術進行：足立和彦
- 大道具：毛利彰
- 特殊大道具：樋口真樹
- 装飾：椿内貴史
- 持道具：網野高久
- 衣裳：神波憲人
- メイク：興山洋子
- かつら：矢津田一寛
- 視覚効果：飯塚生臣
- 電飾：渡辺信一
- アクリル装飾：山下浩司
- 楽器：磯元洋一
- タイトル：三好登久昭
- フラワーアート：坂口曜子
- 植木装飾：森慶申
- アートフレーム：佐藤信広
- スタイリスト：倉科裕子、馬場圭介
- 音響効果：志田博英（OCBプロ）、西野有彦（4-Legs）、村上義行（サウンドプロ企画）、山下博文
- 編集：鈴木敬二・秋葉武弘（IMAGICA）、中村之弘（映像通信）、永嶋晃、西勝隆行（共同テレビ）、星英樹（アンサーズ）、薗部健（TDKコア）、田口拓也（ワインド・アップ）
- MA：森岡浩人（IMAGICA）、郡司佐茂亜（4-Legs）、石黒裕二（アンサーズ）、萩野賢（共同テレビ）
- 広報：森隆志（フジテレビ）
- 制作デスク：吉田美保
- タイムキーパー：舟岡由紀
- 制作進行：尾崎充、後藤優
- 演出：関和真史、田中経一（SPITTING IMAGE JAPAN）、杉本達（ジャイアント将棋）、李闘士男（フジYOUNG）、高城剛
- プロデューサー：守谷徹
- 協力：世界文化フォト、八木スタジオ
- 技術協力：八峯テレビ、ダブルビジョン、サンフォニックス、FLT、池田屋
- 制作協力：オフィスAtoZ（1994年4月から6月まで）→アライバル（1994年7月から9月まで）／クロール、日本テレワーク、ウイルスプロダクション、フューチャー・パイレーツ
- 制作：フジテレビ第二制作部
- 制作著作：フジテレビ

### SPITTING IMAGE JAPAN
- 声：松尾貴史、清水ミチコ、斉木しげる、きたろう、金谷ヒデユキ、中村真子、松澤仁晶、橋本由香
- 構成：鮫肌文殊
- ブレーン：角田一房、うどん熊奴、永弘道
- パペティエ：人形劇団ひとみ座、PAC汎マイム工房
- コーディネーター：蜂谷千春（FCI）
- 音楽協力：東芝EMI

### GIANT SHOWGI
- 構成：野尻靖之
- ブレーン：平岡秀章、下村哲也
- 音楽：増田俊郎
- 特殊美術：佐藤むさく
- 衣裳デザイン：江島モモ

### ICEMAN SHOW
- 構成：岡本秀達
- ブレーン：平岡秀章
- 音楽：宮内和之
- コーディネーター：立本洋之（FCI）
- 映像協力：TVBI

### Data Casino
- 構成：右近亨
- ブレーン：平岡秀章、青木貞、スージースジ夫、島野ピチ夫
- システム開発：和賀井隆、丸山将

### トニーとタニー
- 構成：浅田敦史
- CGアニメーション：湯川浩
- CG技術協力：SOFTIMAGE

### ALL THAT GAG
- 構成：右近亨
- ブレーン：佐藤始郎、渡邊健一、米川伸生
- 編曲：前田憲男
- 演奏：三原綱木とザ・ニューブリード
- 振付：名倉加代子
- 踊り：名倉ジャズダンススタジオ

### ニューヨーク・シンガポール・マレーシア大作戦!
- 構成：右近亨
- ナレーター：屋良有作
- コーディネーター：多賀谷宣男、ヒロ大坪、井上みさお

### フジYOUNG
- 構成：右近亨、稲原誠、ゴン・イシフジ
- 音楽：小田敏文
- 協力：バンタンデザイン研究所

### ワイルドブンブン
- 構成：右近亨
- ナレーター：中江真司